# 黄新炳
黄新炳，男，漢族，景德镇镇桥镇黄湾村，中国人民解放军陆军特种作战学院院长，中华人民共和国軍事、政治人物，中国人民解放军少将，中国共产党党员。
曾任中国人民解放军南昌陆军学院副院长（大校军衔），2019年授少将军衔。
2022年7月24日，接见桂林电子科技大学校领导一行，双方进行了座谈交流。